# O Fim da Inocência
O Fim da Inocência (portugiesisch für: Das Ende der Unschuld) ist ein portugiesisches Filmdrama des Regisseurs Joaquim Leitão aus dem Jahr 2017.
Es ist eine Verfilmung des gleichnamigen Romans von Francisco Salgueiro aus dem Jahr 2010.

## Handlung
Inês scheint ein perfektes Mädchen zu sein: Sie geht auf eine teure und angesehene Privatschule in den gehobenen Vierteln von Cascais, und ihr Freundeskreis besteht ganz überwiegend aus Kindern von Diplomaten und Managern großer Unternehmen.
Doch die Realität hinter der Fassade sieht anders aus: Inês und ihre Freunde konsumieren gewohnheitsmäßig Drogen, legen ein riskantes Sexualverhalten an den Tag und nutzen den gefährlichen Teil des Internets für sexuelle und andere Eskapaden.
Obwohl noch minderjährig, befinden sich die Freunde auf dem Weg des körperlichen Verfalls und gehen tiefgreifenden emotionalen Krisen entgegen. Und sie führen dieses Leben ganz ungehindert, ohne dass ihre Eltern es bemerken.

## Produktion und Rezeption
Der Film wurde von der Filmproduktionsgesellschaft Cinemate produziert, mit finanzieller Unterstützung der portugiesischen Filmförderungsanstalt Instituto do Cinema e do Audiovisual (ICA) und mit Sponsoring durch das Medienunternehmen NOS.
Er kam am 30. November 2017 in die portugiesischen Kinos und zählte danach 81.993 Zuschauer, womit er der erfolgreichste portugiesische Film des Jahres war und zu den erfolgreichsten portugiesischen Filmen gehört.
Bei den Prémios Fantastic, einem portugiesischen Filmpreis, wurde er 2018 als bester portugiesischer Film ausgezeichnet.
O Fim da Inocência erschien danach in Portugal als DVD bei NOS Audiovisuais.
Am 1. März 2020 wurde er erstmals im öffentlich-rechtlichen Fernsehen gezeigt, auf RTP1, wo er am 31. März 2021 wiederholt wurde.